# محاولة انقلاب 1993 في بوروندي
في 21 أكتوبر 1993، وقعت محاولة انقلاب في بوروندي من قبل فصيل من الجيش بقيادة شعب التوتسي. أسفرت محاولة الانقلاب عن اغتيال الرئيس، ملشيور ندادايي، من شعب الهوتو، بالإضافة إلى مقتل مسؤولين آخرين في الخط الدستوري للتعاقب الرئاسي. عين الجيش فرانسوا نغيزي رئيسًا جديدًا لبوروندي، ولكن فشل الانقلاب نتيجة الضغط المحلي والدولي، وأصبحت رئيسة الوزراء سيلفي كينيغي مسؤولة عن الحكومة.
بعد فترة طويلة من الحكم العسكري من قبل ضباط الجيش التوتسيين، مرت بوروندي بعملية انتقال ديمقراطي في بداية تسعينيات القرن العشرين. أُجريت الانتخابات الرئاسية والبرلمانية في يونيو 1993، وفازت جبهة الديمقراطية في بوروندي التابعة للهوتو، وحلت محل اتحاد التقدم الوطني الحاكم والرئيس بيير بويويا. شُكلت حكومة ائتلافية جديدة في 10 يوليو، وعُين قائد جبهة الديمقراطية في بوروندي المدعو ندادايي أول رئيس لبوروندي من الهوتو. كانت فترة حكم ندادايي سلمية إلى حد كبير، ولكن عانت بوروندي من العديد من الاضطرابات الاجتماعية السياسية. عاد إلى البلاد الآلاف من اللاجئين الهوتو البورونديين ممن فروا من العنف السياسي سابقًا عودةً جماعية، وأعادت الحكومة النظر في مختلف العقود والتنازلات الاقتصادية التي قدمتها الأنظمة السابقة وبدأت بإصلاح الجيش. هددت هذه الأفعال مصالح نخبة رجال الأعمال التوتسيين وضباط الجيش. بدأت عناصر الجيش تخطط لانقلاب في ظل هذه التغييرات. ما تزال الهوية الدقيقة للأفراد الذين حبكوا المؤامرة غير معروفة، على الرغم من الاشتباه الكبير في تورط نغيزي وجان بيكوماغو، رئيس هيئة أركان الجيش، والرئيس السابق جان باتيست باغازا، وبويويا. 
في الصباح الباكر من يوم 21 أكتوبر 1993، اتخذت وحدات من الجيش مواقعًا حول بوجومبورا وشنت هجومًا على القصر الرئاسي. أُسر ندادايي بعد عدة ساعات ونُقل إلى معسكر للجيش حيث قُتل. استهدف الانقلابيون أيضًا القادة البارزين في جبهة الديمقراطية في بوروندي، وقتلوا رئيس الجمعية الوطنية، بونتين كاريبوامي، ونائب رئيس الجمعية الوطنية، جيل بيمازوبوت، ووزير الشؤون الداخلية والتنمية المجتمعية، جوفينال ندايكيزا، ومدير المخابرات، ريتشارد نديكوموامي. قضى مقتل كاريبوامي وبيمازوبوت على الخط الدستوري لتعاقب الرئاسة. نجت شخصيات حكومية أخرى، منها كينيغي، عبر الفرار أو اللجوء إلى السفارة الفرنسية. شكل الجيش في وقت لاحق من اليوم نفسه لجنة أزمات، وعينت نغيزي رئيسًا جديدًا لبوروندي. تسبب الإعلان عن وفاة ندادايي في قيام أعمال عنف عرقية شديدة، إذ شرع الفلاحون الغاضبون من الهوتو وأعضاء جبهة الديمقراطية في بوروندي بقتل التوتسيين. رد الجيش على العنف بذبح الهوتو. أدان المجتمع الدولي ومنظمات المجتمع المدني الانقلاب، وطالبوا بإعادة الحكم الدستوري. في مواجهة هذه التحديات، أمر بيكوماغو الجيش بالعودة إلى ثكناته بعد ظهر يوم 23 أكتوبر، وأعلنت حكومة كينيغي بعد يومين إلغاء جميع إجراءات الطوارئ التي أعلنها الانقلابيون.
تركت محاولة الانقلاب رئيسة الوزراء كينيغي، وهي المسؤول المدني الأعلى رتبة من بين الناجين، الرئيس الفعلي لدولة بوروندي. أُعيد تشكيل المؤسسات الحكومية المدنية بصورة جدية في ديسمبر. قمعت المحكمة الدستورية التي هيمن عليها التوتسيون جميع محاولات الجمعية الوطنية لانتخاب رئيس تالٍ لندادايي، ونجحت رغم ذلك في انتخاب سيبريان نتارياميرا رئيسًا لبوروندي عام 1994. توفي نتارياميرا في أبريل وخلفه سلفستر نتيبانتونغانيا في الحكم، واستمر العنف العرقي وطالب اتحاد التقدم الوطني بالمزيد من الترتيبات الدستورية التي تصب في مصلحتهم. أُصيب بعض أعضاء جبهة الديمقراطية في بوروندي بالإحباط وانشقوا عن الحزب وشكلوا مجموعات متمردة، ما أدى إلى اندلاع الحرب الأهلية البوروندية.

## خلفية عامة
منذ منتصف ستينيات القرن المنصرم، خضعت دولة بوروندي سياسيًا لحكم أقلية التوتسي العرقية على حساب أغلبية الهوتو. كان اتحاد التقدم الوطني، الذي عمل بصفته الحزب الحاكم الشرعي منذ عام 1966، مكونًا من التوتسيين بأغلبية ساحقة. سيطر الضباط العسكريون على الرئاسة، ووصلوا إلى السلطة عبر الانقلابات. حدثت آنذاك حالات من القمع العرقي، وذلك في عام 1972 على وجه الخصوص حين قمع الجيش البوروندي تمردًا للهوتو ثم قتل آلاف المدنيين.
أصبح بيير بويويا رئيسًا لبوروندي عام 1987 بعد قيامه بانقلاب. تجاهل في البداية الصراع العرقي في البلاد وأدام هيمنة التوتسي على الحياة العامة. اندلعت أعمال عنف في أغسطس عام 1988، وقتل الجيش الآلاف من الهوتو. واجه بويويا ضغوطًا أجنبية كبيرة، وبدأ بإصلاحات تهدف إلى إنهاء العنف العرقي الشامل في بوروندي، في حين حاول اتحاد التقدم الوطني ضم المزيد من الهوتو إلى صفه. قاوم نظام التوتسي في الجيش وقوى الأمن التغيير. قدمت لجنةٌ عينها الرئيس دستورًا نصّ على إجراء انتخابات ديمقراطية. نُفذت الوثيقة بإجراء استفتاء شعبي في مارس عام 1992، تلاه بعد فترة قصيرة إنشاء أحزاب سياسية جديدة. حدد بويويا موعد إجراء الانتخابات الحرة في 1993، وقدم نفسه مرشحًا رئاسيًا عن اتحاد التقدم الوطني. أصبح المنافس الوحيد لاتحاد التقدم الوطني هو جبهة الديمقراطية في بوروندي، وهو حزب مرتبط بالهوتو ارتباطًا كبيرًا. في الانتخابات الرئاسية التي وقعت في الأول من يونيو، واجه بويويا ملشيور ندادايي المدعوم من جبهة الديمقراطية في بوروندي. فاز ندادايي في الانتخابات بأغلبية ساحقة، إذ حصّل 64% من الأصوات الشعبية. في الانتخابات البرلمانية اللاحقة في 29 يونيو، فازت جبهة الديمقراطية في بوروندي بنسبة 71.4% من الأصوات وحصلت على 80% من المقاعد في الجمعية العامة. تولى الحزب أيضًا السيطرة على معظم الإدارات المحلية وطرد العديد من أصحاب المناصب التوتسيين.
انتشرت شائعات في بوروندي تزعم أن الجيش ينوي التدخل وإعاقة انتقال الحكم. طمأن ندادايي أحد أنصاره قائلًا: «يمكنهم أن يقتلوا ندادايي، ولكنهم لن يتمكنوا من قتل خمسة ملايين منه». كُشفت إحدى المؤامرات التي حبكها حفنة من الضباط في الثالث من يوليو، وفشلوا في الاستيلاء على مقر سكن ندادايي بسبب افتقارهم لدعم مكونات الجيش الأخرى، ما أدى إلى عدة اعتقالات منها اعتقال شخص اشتُبه أنه قائد المؤامرة وهو المقدم العقيد سلفستر نينغابا، والذي كان رئيس ديوان الأمين العام لبويويا. أدان بويويا، الذي حث الجماهير على قبول نتائج الانتخابات، محاولة الانقلاب هذه، وكذلك فعلت قيادة الجيش. أدى ندادايي اليمين الدستورية بصفته رئيسًا في 10 يوليو. شكل حكومة مكونة من 23 وزيرًا، كان 13 منهم من جبهة الديمقراطية في بوروندي و6 من اتحاد التقدم الوطني. كان تسعة وزراء من التوتسي، منهم رئيسة الوزراء سيلفي كينيغي التي كانت تنتمي لاتحاد التقدم الوطني.
كانت فترة حكم ندادايي سلمية إلى حد كبير، ولكن عانت بوروندي من العديد من الاضطرابات الاجتماعية السياسية. من المذكور سابقًا، مارست وسائل الإعلام، التي تحررت مؤخرًا، حريتها في مناقشة القضايا العامة بأسلوب تحريضي. بدأ الآلاف من اللاجئين الهوتو البورونديين ممن لاذوا بالفرار خلال أعمال العنف عام 1972 بالعودة بأعداد كبيرة وطالبوا باستعادة ممتلكاتهم. اقترح ندادايي إعادة توطينهم في أراضٍ خالية، ولكن لجأ العديد من المسؤولين إلى طرد البعض من منازلهم وإخلائها من أجل العائدين. من الناحية السياسية، أعادت حكومة ندادايي النظر في العديد من العقود والتنازلات الاقتصادية التي قدمها النظام السابق، الأمر الذي شكل تهديدًا لمصالح نخبة رجال الأعمال من التوتسي. أدت الإصلاحات العسكرية أيضًا إلى فصل قيادة الدرك عن الجيش، واستبدال رؤساء هيئة الأركان في الجيش والدرك، ووُضعت شروط جديدة للانتساب إلى الجيش. تقرر أن يبدأ الجيش حملته التجنيدية السنوية في نوفمبر، وظهرت بعض المخاوف لدى الجنود التوتسيين من أن هذه العملية قد تُحرّف لتهدد سيطرتهم على المؤسسة العسكرية.